# Dikdijbastvlieg
De dikdijbastvlieg (Solva marginata) is een vliegensoort uit de familie van de Xylomyidae. De wetenschappelijke naam van de soort is voor het eerst geldig gepubliceerd in 1820 door Johann Wilhelm Meigen.